# Albacor
Albacor es un cultivar de higuera del tipo higo común Ficus carica bífera es decir con dos cosechas por temporada, las brevas en primavera-verano, y los higos de verano-otoño, con higos de epidermis con color de fondo morado oscuro, y con sobre color morado negruzco. Se cultiva principalmente en la Comunidad Valenciana ( Vega baja del Segura, Bajo Vinalopó : Albatera, Crevillente y Elche) y en las Islas Baleares,

## Sinonimia
- „Aubacó“ en las Islas Baleares,
- „Coll de Dama Negra“ en Mallorca, Islas Baleares,
- „Colar Elche“ en la Comunidad Valenciana,
- „Colar d'Albatera“ en la Comunidad Valenciana,
- „Colar“ la Comunidad Valenciana,
- „Ghoudanne“ en Marruecos,
- „Torrebaja“ en la Comunidad Valenciana,
- „Ademuz“ en la Comunidad Valenciana,
- „Alcacer“ en la Comunidad Valenciana,
- „Betera“ en la Comunidad Valenciana,
- „Napolitana Negra Brevera Foyos“ en la Comunidad Valenciana,
- „Criolla“ en Argentina,[4]
- „Cuello de Dama Negro“ en Extremadura,
- „Mission“ en California,
- „Franciscana“ en California,
- „California Black“ en Estados Unidos,
- „Charles Allen“ en Estados Unidos,
- „Albacora“ en Comunidad Valenciana,
- „Bacorera“,[5]
- „Negra“,
- „Joanenques“ en la Comunidad Valenciana,
- „Sangre de Caballo“ en la Comunidad Valenciana,
- „Sang de Rossí“ en la Comunidad Valenciana,[6]
- „Del País“ en España,[4]
- „Florancha“, en la región de Murcia
- „Goen“ en Extremadura
- „Breval Málaga“ en Andalucía,
- „Negra Málaga“ en Andalucía,
- „Gourreau du Languedoc“ en Francia,
- „Douro Vebra“ en Portugal,
- „Vivareo“ en Reino Unido,
- „Reculver“ en Reino Unido.[7]

## Historia
La antiquísima variedad Albacor, Albacora o Bacorera ya era cultivada en la « Balansiya » musulmana (Valencia) y en todo el al-Ándalus hace más de un milenio. Su nombre procede del árabe andalusí «al-bakurah», que significa "la primera fruta, la más tempranera", por madurar sus brevas muy temprano, a mediados de junio, unas semanas antes del inicio del verano mediterráneo.
Al igual que la variedad Burjassot, del andalusí « Burg-sot », que significa "torre del bosque", también valenciana, estas dos variedades conservan el mismo nombre andalusí que le dieron los campesinos valencianos durante la dominación musulmana.

## Características
La higuera Albacor es una variedad bífera, de producción importante de brevas y muy alta de higos. Los higos Albacor tienen forma ovalada, de color púrpura oscuro. Son densos, firmes y flexibles.
El receptáculo es delgado, de color verde pálido, la pulpa es carnosa, color rojo intenso con muchas semillas finas y beige. 
La olor es elegante, ligeramente intenso con notas vegetales y afrutadas. 
Las brevas maduran desde la cuarta semana de mayo hasta mediados de julio y los higos desde la primera semana de agosto hasta finales de septiembre.
En condiciones de riego, el peso medio de higos y brevas puede alcanzar los 40 g.
Apta para secado y consumo en fresco.

Brevas de la variedad albacor cultivadas
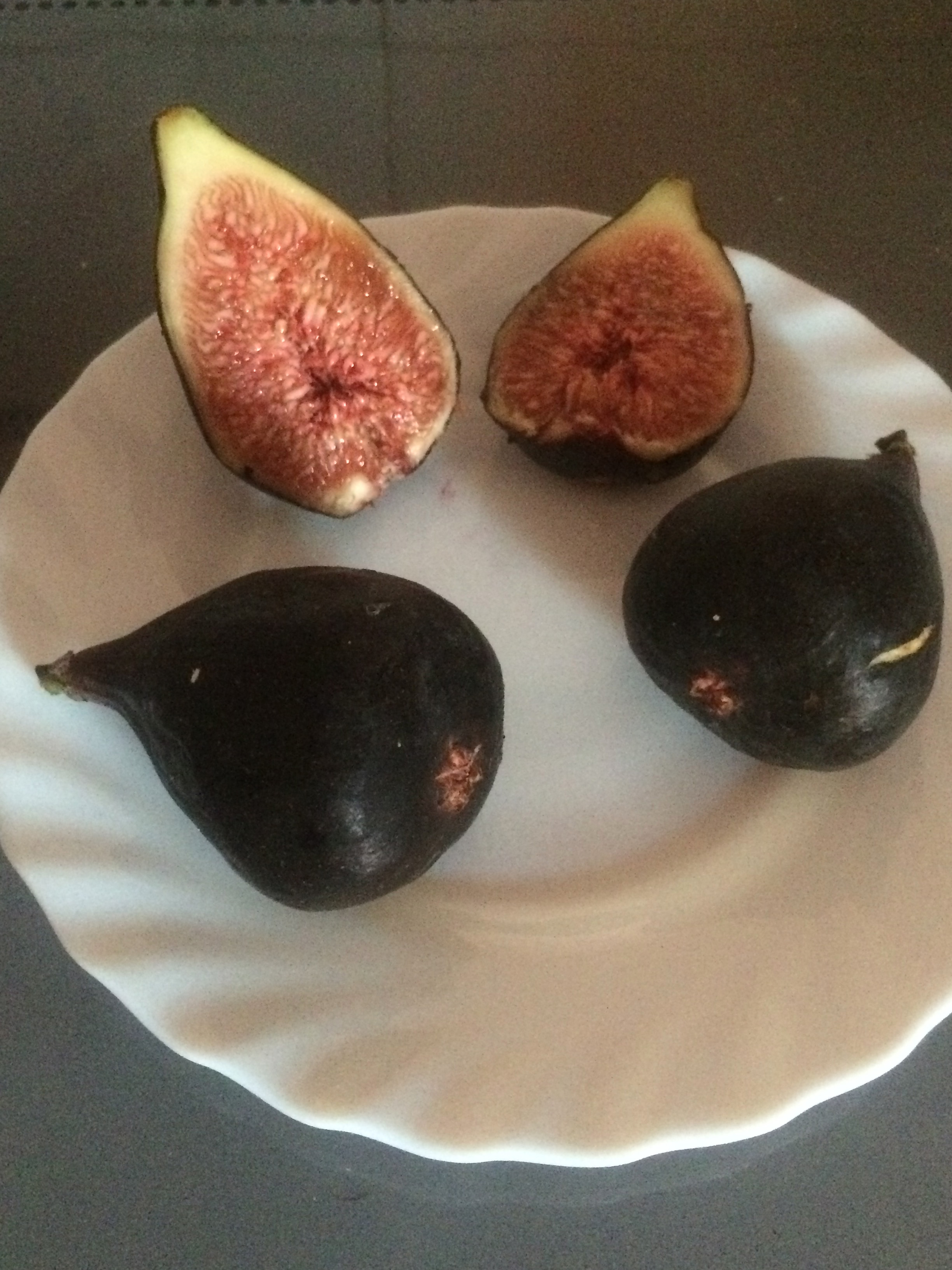
Brevas 'Colar Albatera'.
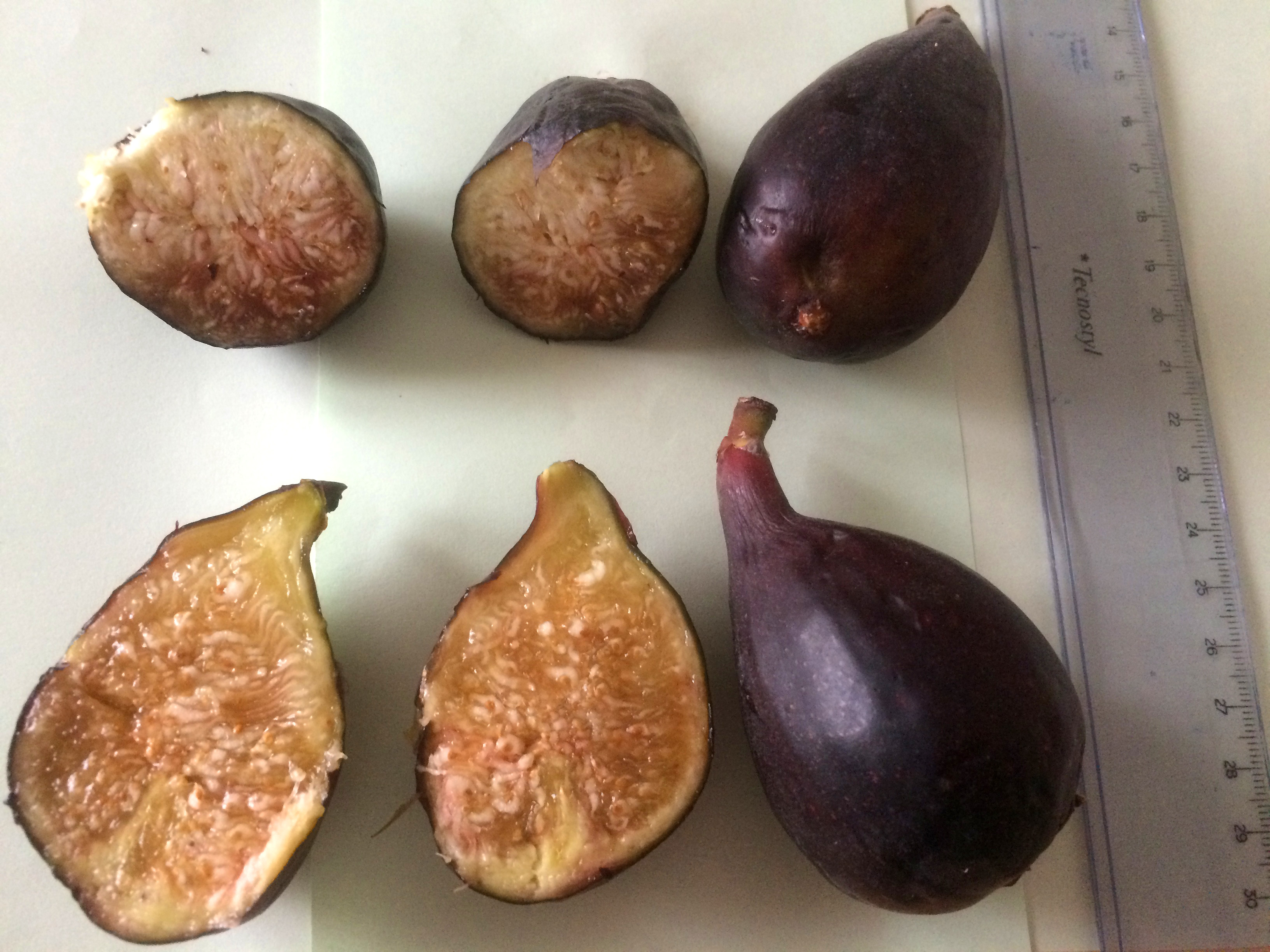
Brevas 'Colar Elche'.

Higos de la variedad albacor cultivados
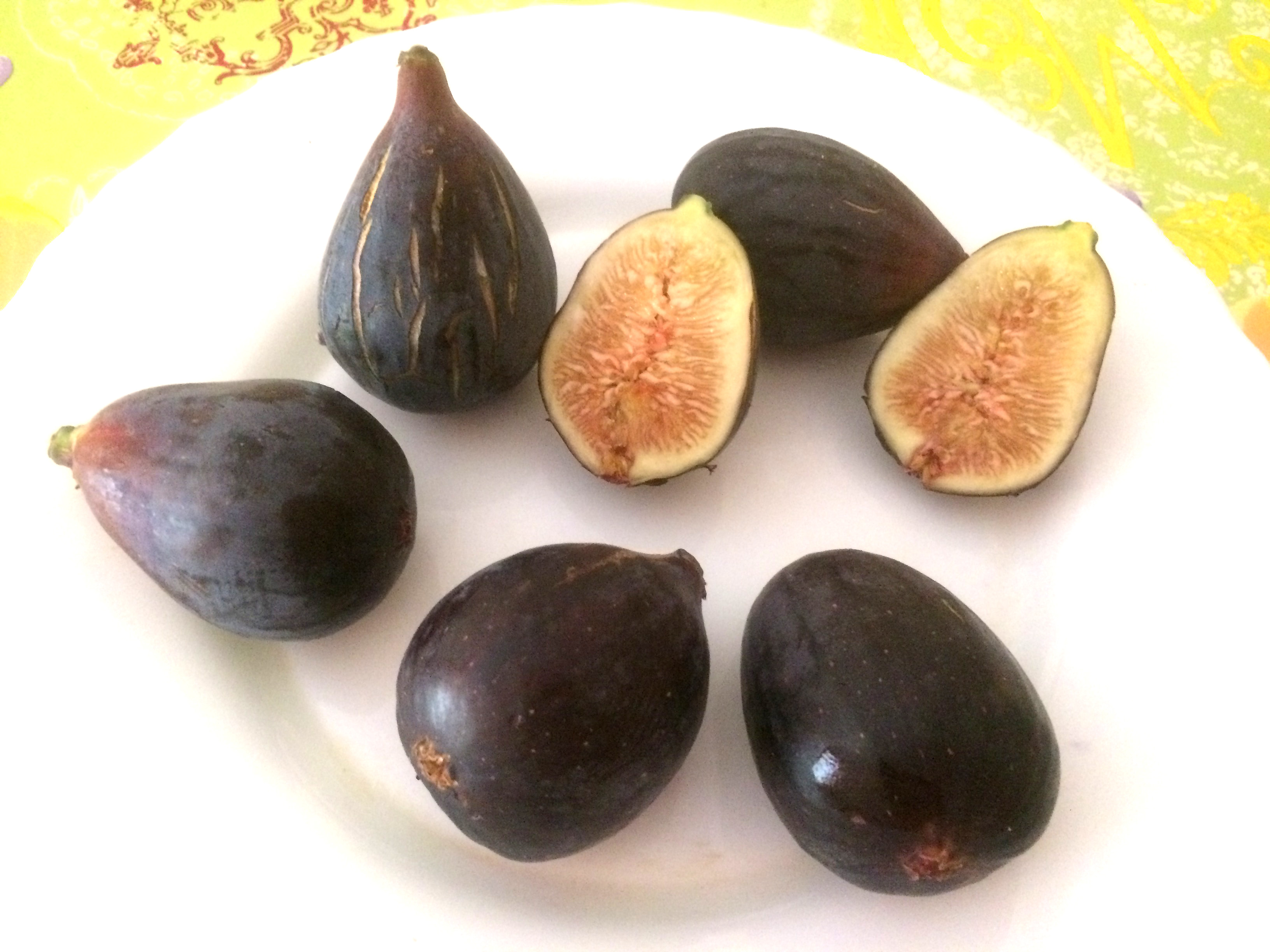
Higos 'Colar Albatera'.

## Cultivo
'Albacor' es una variedad adaptada a las condiciones de secano. Presenta buena aptitud a la manipulación y el transporte por lo que responde perfectamente a las exigencias del consumo en fresco.
La cooperativa “Albafruits” de Albatera es la de mayor entidad en España para la comercialización de la breva, con un volumen de producción que supera las 9.000 toneladas anuales de brevas.
Hace algo más de dos años, en una iniciativa que partió del propio Ayuntamiento de Albatera, decidió iniciar el proceso en busca de la obtención de la distinción «Indicación Geográfica Protegida Breva de Albatera», siendo su objetivo el crear una marca de calidad que distinga la producción local de brevas y que, con ello, amplíe los beneficios de los agricultores, dando un valor añadido a sus cosechas. La “IGP” afianza los parámetros de calidad y protege sobre todo de mercados extranjeros, con los que cada vez es más difícil competir.